# Yūya Ōsako
Yūya Ōsako (大迫 勇也 Ōsako Yūya?, Kaseda, Kagoshima, 18 de mayo de 1990) es un futbolista japonés. Juega como delantero y su equipo es el Vissel Kobe de la J1 League.

## Biografía
En 2009 cuando contaba con 19 años, el Kashima Antlers se hizo con sus servicios. En la misma temporada que debutó logró marcar un total de seis goles en los 31 partidos que jugó en todas las competiciones que disputó. Además, al finalizar dicha temporada ganó la J. League Division 1 y la Supercopa de Japón, mismo título que ganó en 2010 junto con la Copa del Emperador. Ya en 2011 se consagró al ser elegido jugador del partido en la Copa J. League, título que ganó posteriormente en la final. En 2012 quedó como máximo goleador de la Copa J. League al anotar siete goles en los nueve partidos que jugó. Además ganó dicha copa, junto con la Copa Suruga Bank, título que ganó en la final en la tanda de penaltis al Club Universidad de Chile. En 2013, última temporada que jugó con el equipo, anotó 19 goles en liga, su mejor cifra hasta el momento, y ganando de nuevo la Copa Suruga Bank. En 2014 fichó por el TSV 1860 Múnich de la 2. Bundesliga. Jugó en su primera temporada con el club un total de 14 partidos y anotando seis goles.

## Selección
Fue seleccionado por primera vez para la selección de fútbol de Japón por Takeshi Okada para un partido del Campeonato de Fútbol del Este de Asia 2013 el 21 de julio de 2013 contra China. En dicho torneo se proclamó campeón. Posteriormente, y por Alberto Zaccheroni fue elegido para participar en la Copa Mundial de Fútbol de 2014.
Fue uno de los 23 convocados para la Copa Mundial de Fútbol 2018. Marcó un gol de cabeza para darle la victoria a la selección de fútbol de Japón y conseguir los 3 primeros puntos frente a la selección de fútbol de Colombia.

### Goles internacionales
| N.º | Fecha                   | Lugar                                     | Oponente      | Gol  | Resultado | Competición                                |
| --- | ----------------------- | ----------------------------------------- | ------------- | ---- | --------- | ------------------------------------------ |
| 1.  | 25 de julio de 2013     | Hwaseong Stadium, Hwaseong, Corea del Sur | Australia     | 2-0  | 3-2       | Campeonato del Este de Asia 2013           |
| 2.  | 25 de julio de 2013     | Hwaseong Stadium, Hwaseong, Corea del Sur | Australia     | 3-2  | 3-2       | Campeonato del Este de Asia 2013           |
| 3.  | 16 de noviembre de 2013 | Cristal Arena, Genk, Bélgica              | Países Bajos  | 1-0  | 2-2       | Amistoso                                   |
| 4.  | 11 de noviembre de 2016 | Estadio de Kashima, Kashima, Japón        | Omán          | 1-0  | 4-0       | Amistoso                                   |
| 5.  | 11 de noviembre de 2016 | Estadio de Kashima, Kashima, Japón        | Omán          | 2-0  | 4-0       | Amistoso                                   |
| 6.  | 13 de junio de 2017     | Shahid Dastgerdi, Teherán, Irán           | Irak          | 0-1  | 1-1       | Clasificación para la Copa Mundial de 2018 |
| 7.  | 6 de octubre de 2017    | Estadio Toyota, Toyota, Japón             | Nueva Zelanda | 1-0  | 2-1       | Amistoso                                   |
| 8.  | 19 de junio de 2018     | Mordovia Arena, Saransk, Rusia            | Colombia      | 1-2  | 1-2       | Copa Mundial 2018                          |
| 9.  | 16 de octubre de 2018   | Estadio Saitama 2002, Saitama, Japón      | Uruguay       | 2-1  | 4-3       | Amistoso                                   |
| 10. | 20 de noviembre de 2018 | Estadio Toyota, Toyota, Japón             | Kirguistán    | 3-0  | 4-0       | Amistoso                                   |
| 11. | 9 de enero de 2019      | Al-Nahyan, Abu Dhabi, EAU                 | Turkmenistán  | 1-1  | 3-2       | Copa Asiática 2019                         |
| 12. | 9 de enero de 2019      | Al-Nahyan, Abu Dhabi, EAU                 | Turkmenistán  | 2-1  | 3-2       | Copa Asiática 2019                         |
| 13. | 28 de enero de 2019     | Hazza bin Zayed, Al Ain, EAU              | Irán          | 0-1  | 0-3       | Copa Asiática 2019                         |
| 14. | 28 de enero de 2019     | Hazza bin Zayed, Al Ain, EAU              | Irán          | 0-2  | 0-3       | Copa Asiática 2019                         |
| 15. | 5 de septiembre de 2019 | Estadio de Kashima, Kashima, Japón        | Paraguay      | 1-0  | 2-0       | Amistoso                                   |
| 16. | 30 de marzo de 2021     | Fukuda Denshi Arena, Chiba, Japón         | Mongolia      | 0-2  | 0-14      | Clasificación para la Copa Mundial de 2022 |
| 17. | 30 de marzo de 2021     | Fukuda Denshi Arena, Chiba, Japón         | Mongolia      | 0-6  | 0-14      | Clasificación para la Copa Mundial de 2022 |
| 18. | 30 de marzo de 2021     | Fukuda Denshi Arena, Chiba, Japón         | Mongolia      | 0-13 | 0-14      | Clasificación para la Copa Mundial de 2022 |
| 19. | 28 de mayo de 2021      | Fukuda Denshi Arena, Chiba, Japón         | Birmania      | 2-0  | 10-0      | Clasificación para la Copa Mundial de 2022 |
| 20. | 28 de mayo de 2021      | Fukuda Denshi Arena, Chiba, Japón         | Birmania      | 3-0  | 10-0      | Clasificación para la Copa Mundial de 2022 |
| 21. | 28 de mayo de 2021      | Fukuda Denshi Arena, Chiba, Japón         | Birmania      | 4-0  | 10-0      | Clasificación para la Copa Mundial de 2022 |
| 22. | 28 de mayo de 2021      | Fukuda Denshi Arena, Chiba, Japón         | Birmania      | 5-0  | 10-0      | Clasificación para la Copa Mundial de 2022 |
| 23. | 28 de mayo de 2021      | Fukuda Denshi Arena, Chiba, Japón         | Birmania      | 9-0  | 10-0      | Clasificación para la Copa Mundial de 2022 |
| 24. | 7 de septiembre de 2021 | Estadio Internacional Jalifa, Doha, Catar | China         | 0-1  | 0-1       | Clasificación para la Copa Mundial de 2022 |
| 25. | 27 de enero de 2022     | Estadio Saitama 2002, Saitama, Japón      | China         | 1-0  | 2-0       | Clasificación para la Copa Mundial de 2022 |

## Clubes
| Club             | País     | Año       | Partidos | Goles |
| ---------------- | -------- | --------- | -------- | ----- |
| Kashima Antlers  | Japón    | 2009-2013 | 191      | 65    |
| TSV 1860 Múnich  | Alemania | 2014      | 15       | 6     |
| 1. F. C. Colonia | Alemania | 2014-2018 | 120      | 19    |
| Werder Bremen    | Alemania | 2018-2021 | 87       | 15    |
| Vissel Kobe      | Japón    | 2021-     | 152      | 60    |

## Palmarés

### Campeonatos nacionales
| Título               | Club            | País  | Año  |
| -------------------- | --------------- | ----- | ---- |
| J. League Division 1 | Kashima Antlers | Japón | 2009 |
| Supercopa de Japón   | Kashima Antlers | Japón | 2009 |
| Copa del Emperador   | Kashima Antlers | Japón | 2010 |
| Supercopa de Japón   | Kashima Antlers | Japón | 2010 |
| Copa J. League       | Kashima Antlers | Japón | 2011 |
| Copa J. League       | Kashima Antlers | Japón | 2012 |
| J1 League            | Vissel Kobe     | Japón | 2023 |
| Copa del Emperador   | Vissel Kobe     | Japón | 2024 |
| J1 League            | Vissel Kobe     | Japón | 2024 |

### Campeonatos internacionales
| Título             | Club (*)           | País  | Año  |
| ------------------ | ------------------ | ----- | ---- |
| Copa Suruga Bank   | Kashima Antlers    | Japón | 2012 |
| Copa Suruga Bank   | Kashima Antlers    | Japón | 2013 |
| Campeonato de Asia | Selección de Japón | Japón | 2013 |

(*) Incluyendo la selección.

### Distinciones individuales
| Distinción                                                 | Año  |
| ---------------------------------------------------------- | ---- |
| Jugador del partido en la Copa J. League                   | 2011 |
| Máximo goleador de la Copa J. League                       | 2012 |
| Máximo goleador histórico de la Copa Suruga Bank (3 goles) | 2013 |
| MVP contra Colombia en la Copa Mundial de Fútbol.          | 2018 |
| Máximo goleador de la J1 League                            | 2023 |
| Mejor jugador de la J1 League                              | 2023 |